# Sjtj-305 (ubåt)

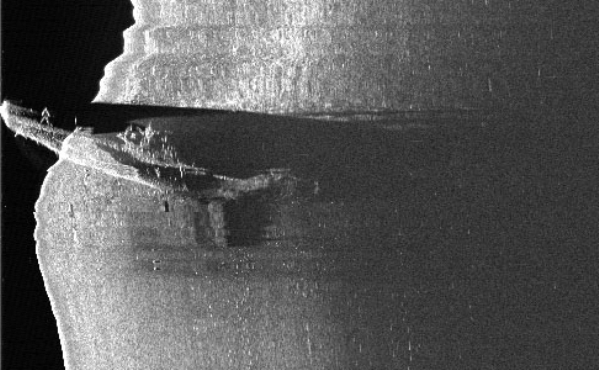
Sonarbild av ubåten.

Sjtj-305 (ryska Щ-305, alternativa transkriberingar: SC-305, Shch-305, Schtsch-305, Štš-305) var en rysk ubåt som under andra världskriget den 5 november 1942 sänktes efter att ha rammats av den finska ubåten Vetehinen under kapten Antti Leinos befäl. Ubåten som hade beskjutit en konvoj tidigare under dagen sjönk mellan Sverige och Åland med 38 man ombord.
Björn Rosenlöf och Mårten Zetterström upptäckte hösten 2006 vraket på cirka 130 meters djup utanför Grisslehamn i Ålands hav. Samma dyklag har även lokaliserat ubåten S-2. Först efter att vraket filmats i juni/juli 2007 blev deras upptäckt offentlig. Då fyndet utgör en så kallad krigsgrav offentliggjordes dock ej vrakets position.
Ovetandes om att Rosenlöf och Zetterström redan upptäckt vraket hösten 2006, "upptäckte" Björn Hagberg, Carl Douglas med flera i företaget Deep Sea Productions ubåtsvraket på nytt den 1 juni 2007. Samtidigt lät de även filma vraket med en fjärrstyrd sjöuggla för Sveriges Televisions program "Vrakletarna".